# Norman Cantor
Norman F. Cantor (Winnipeg, 19 novembre 1929 – Miami, 18 settembre 2004) è stato uno scrittore e medievista canadese.
Famoso per i suoi saggi di popolare diffusione, è stato uno degli scrittori storici più noti in lingua inglese grazie al suo stile chiaro e diretto. Il suo libro di testo The Civilization of the Middle Ages (La civiltà del Medioevo), pubblicato per la prima volta nel 1964, rimane tuttora un bestseller nel suo campo.

## Vita
Cantor si laureò all'Università di Manitoba nel 1951. Continuò con una laurea magistrale nel 1953 alla Princeton University e passò un anno con una Rhodes Scholarship all'Università di Oxford. Prese il suo Ph.D. a Princeton nel 1957 sotto la direzione dell'illustre medievalista Joseph R. Strayer.
Dopo aver insegnato a Princeton, Cantor si trasferì alla Columbia University dal 1960 al 1966. Fu professore cattedratico alla Brandeis University fino al 1970 e in seguito insegnò alla Binghamton University fino al 1976, per poi passare all'Università dell'Illinois di Chicago per due anni. Successivamente si spostò alla New York University, dove fu professore di Storia, Sociologia e Letteratura comparata. Dopo un breve intervallo come Professore Fulbright all'Università di Tel Aviv, Dipartimento di Storia (1987-88), si dedicò a scrivere a tempo pieno.
Sebbene le sue prime opere si concentrassero sulla storia religiosa ed intellettuale inglese, gli interessi accademici di Cantor erano molto più variati e riscosse maggior successo scrivendo per un pubblico generico, che non dedicandosi a ricerca originale specialistica. Pubblicò comunque una monografia basata sulla sua tesi dottorale - Church, kingship, and lay investiture in England, 1089-1135 - che apparve nel 1958 e rimane tuttora un contributo importante sulle relazioni Chiesa-Stato nell'Inghilterra medievale. In tutta la sua carriera però, Cantor preferì scrivere a largo spettro sulla storia occidentale e sulla storia degli studi accademici medievalistici in Europa e Nordamerica, specialmente sulle vite e carriere di medievalisti illustri. I suoi libri di solito ricevettero critiche miste in bollettini accademici, ma furono spesso bestseller popolari, grazie allo stile diretto e colloquiale di Cantor, come anche alle sue vivaci critiche di idee e persone passate e presenti. Cantor fu intellettualmente un conservatore ed espresse un profondo scetticismo per quelle che lui reputava manie metodologiche passeggere, tipo il Marxismo e il postmodernismo, ma si batteva anche per una più grande inclusione di donne e minoranze nelle tradizionali narrative storiche. Sia nel suo bestseller Inventing the Middle Ages, sia nella sua autobiografia Inventing Norman Cantor, rifletteva sulle sue tese relazioni negli anni con altri storici e con accademici in genere.
Andato in pensione nel 1999, Cantor si trasferì a Miami, in Florida, dove continuò a scrivere diversi libri fino al momento della sua morte.